# 芝诺比娅

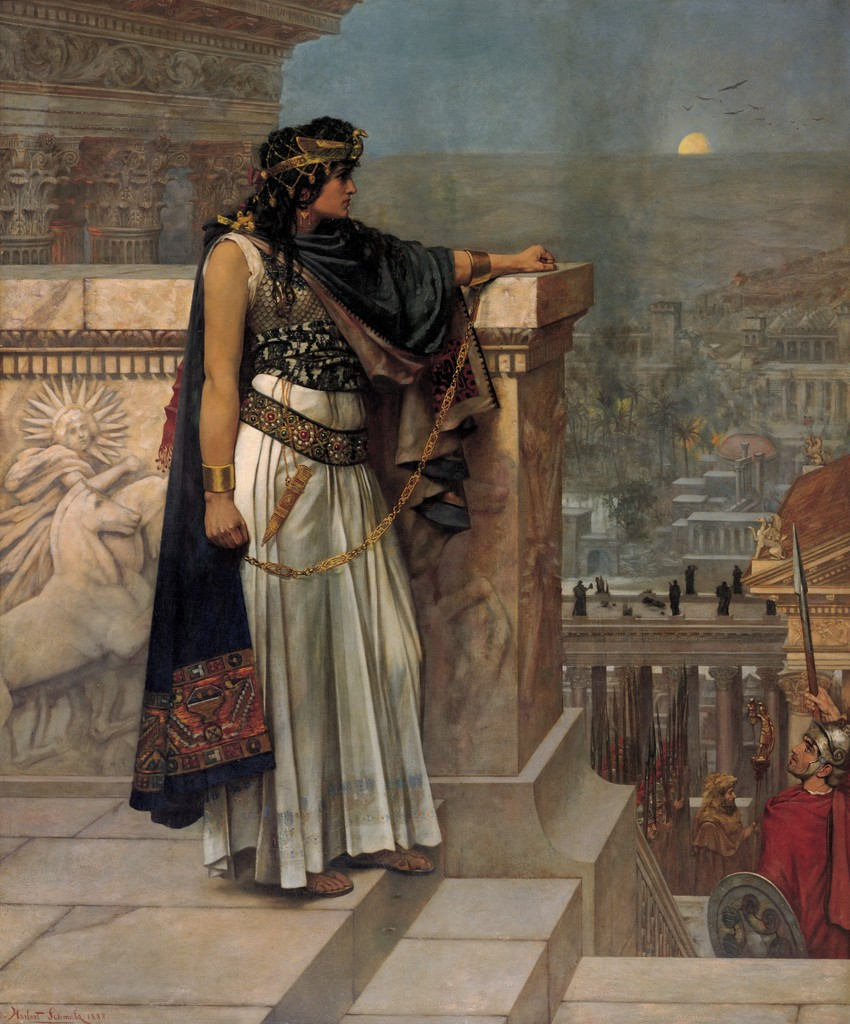
《芝诺比娅女皇對帕米拉最後的凝視》，1888年的畫作

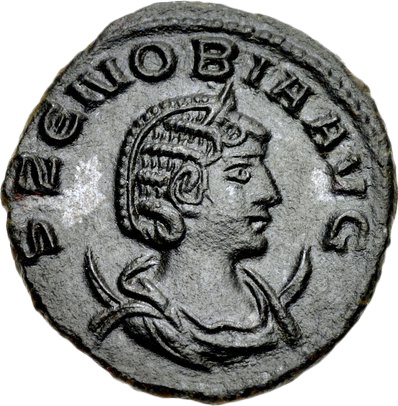
刻有芝诺比娅頭像的銀幣

芝诺比娅（拉丁語：Zenobia；约240年—274年以后），是從羅馬帝國分離出的割據政權帕米拉帝國王中之王奥登纳图斯的王后。丈夫死後，她成為王太后並摄政。她之後更取代兒子成為女皇。她執政期間否定了亲罗马帝国的政策，并将其赶出了埃及、叙利亚以及土耳其。后被罗马皇帝奥勒良所击败，并将她押至罗马城游街示众。后其被奥勒良免死，并被赐予罗马城外一块面积广大的庄园颐养天年，成为了一名普通的罗马贵妇。其子女多与罗马贵族通婚，血脉融入了罗马上层社会。

## 早年生活
芝諾比婭於約240年出生在帕爾米拉城，她的父親名叫沙巴（Zabbai），是當地的一位貴族。芝諾比婭在年輕時接受了優良的教育，精通多種語言和文學。

## 統治帕爾米拉
芝諾比婭的丈夫死後，她成為了帕爾米拉城的統治者。她展現出強大的領導能力，積極發展城市的經濟和文化，並建立了一支強大的軍隊。芝諾比婭趁羅馬帝國在西歐應付外族入侵和高盧帝國時通過戰爭和外交手段，擴大了帕爾米拉城的領土，並在當時的羅馬帝國領土內建立了一個自主的王國。

## 與羅馬帝國的衝突
270年羅馬皇帝克劳狄二世逝世，芝諾比婭趁羅馬中央政府再度不穩時入侵並吞併了埃及。
然而，芝諾比婭的崛起和帕米拉的擴張引起了羅馬帝國的注意。公元272年，羅馬皇帝奧勒良率軍進攻帕爾米拉城，芝諾比婭的軍隊在一場激烈的戰役中擊敗了羅馬軍隊，並逼使奧勒良撤退。在此之後，芝諾比婭宣布自己是“東方女皇帝”，並開始進行對羅馬帝國的挑戰。
然而，羅馬帝國最終派出更大的軍隊進攻帕爾米拉城，芝諾比婭的軍隊在激烈的戰鬥中失利，她被俘虜並被送往羅馬。在羅馬，芝諾比婭成為了一位知識渊博的貴族婦女，她繼續進行了文化和學術上的探究，并與當時的文化精英交流和合作。芝諾比婭最終在羅馬度過了她的餘生，她的死亡日期不是很確定，但一般認為是公元274年左右。
芝諾比婭的統治和挑戰羅馬帝國的行為成為了歷史上的一個重要事件，她被認為是東方女性領袖的典範之一，也是女性在政治和軍事領域上取得成功的先驅者之一。她在古代羅馬和現代歷史上都被視為一位極富魅力和影響力的女性。